# Campo di Giove
Campo di Giove község (comune) Olaszország Abruzzo régiójában, L’Aquila megyében.

## Fekvése
A Majella Nemzeti Park területén fekszik, a Colle Rotondo lábainál, a megye délkeleti részén. Határai: Cansano, Pacentro és Palena.

## Története
Első írásos említése a 11. századból származik. A következő századokban nemesi birtok volt. Önállóságát a 19. század elején nyerte el, amikor a Nápolyi Királyságban felszámolták a feudalizmust.

## Népessége
A népesség számának alakulása:

## Főbb látnivalói
- 17. századi Palazzo Nanni
- Sant’Eustachio-templom
- San Rocco-templom